# ان‌جی‌سی ۴۳۶
ان‌جی‌سی ۴۳۶ (انگلیسی: NGC 436) یک خوشه باز است که در صورت فلکی ذات‌الکرسی قرار دارد و در ۳ نوامبر ۱۷۸۷ توسط ویلیام هرشل کشف شد